# Monte Avers
El monte Avers es una montaña que se encuentra a 3,2 km al norte del monte Ferranto en las montañas Fosdick, en las cordilleras Ford de la Tierra de Marie Byrd en la Antártida. Fue descubierto en diciembre de 1929 por la Expedición Antártica Byrd y fue nombrado en honor a Henry G. Avers, matemático jefe de la División de Geodesia, del U.S. Coast and Geodetic Survey, quien era miembro de la Comisión de Expertos de la National Geographic Society que determinaron que el Comandante Richard E. Byrd había llegado al Polo Norte en avión en 1926 y al Polo Sur en 1929.